# Vincentiuskerk (Roordahuizum)
De Vincentiuskerk is een kerkgebouw in Roordahuizum in de Nederlandse provincie Friesland.

## Beschrijving
De kerk was oorspronkelijk gewijd aan Vincentius van Zaragoza. De zaalkerk uit de 15e eeuw met driezijdig gesloten koor kreeg in 1726 een nieuwe zuidgevel met een ingangspoort (wapens van kerkvoogden jhr. Tjalling Homme van Kamstra, A. Everts en G. Riemersma). In 1878 is de zadeldaktoren afgebroken en vervangen door een in eclectische vormen gebouwde toren van drie geledingen met ingesnoerde naaldspits. Boven de ingang van de toren aan de westzijde staat op een gevelsteen dat de eerste steen gelegd is op 1 juni 1878 door de kerkvoogden C. Bergsma, J.I. Boersma en A. Wiersma in tegenwoordigheid van architect-aannemer J.R. Nijdam te Irnsum. In de toren hangt een luidklok (1628) van klokkengieters Andries en Nicolaas Rogier Obertin. De kerk is een rijksmonument.
Het orgel uit 1785 is gemaakt door Albertus van Gruisen. In 1859 moest vanwege het aanbrengen van een tongewelf het orgel aangepast worden. Dit werd uitgevoerd door L. van Dam en Zonen. In 1996 restaureerde Bakker & Timmenga het orgel.

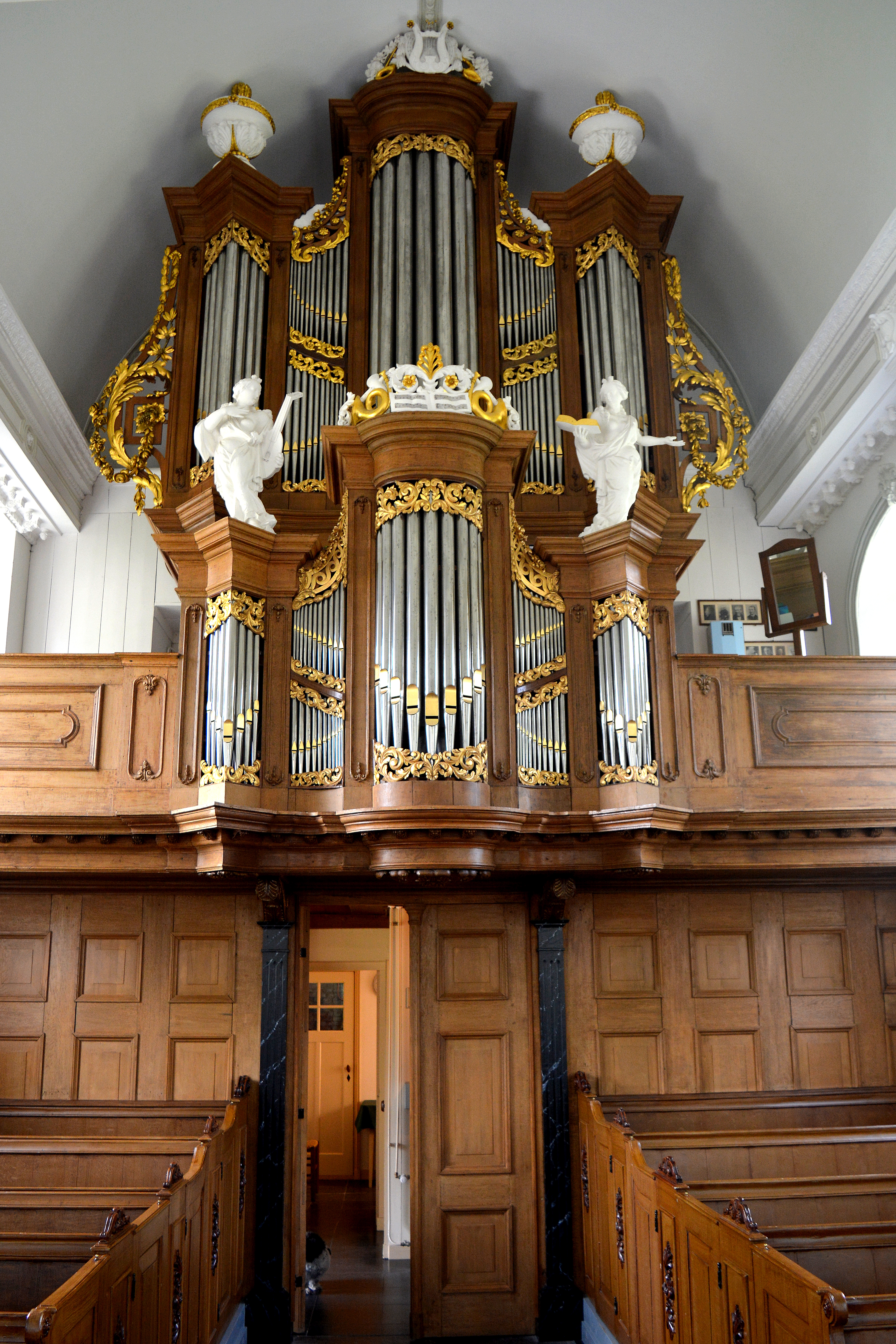
Interieur met orgel
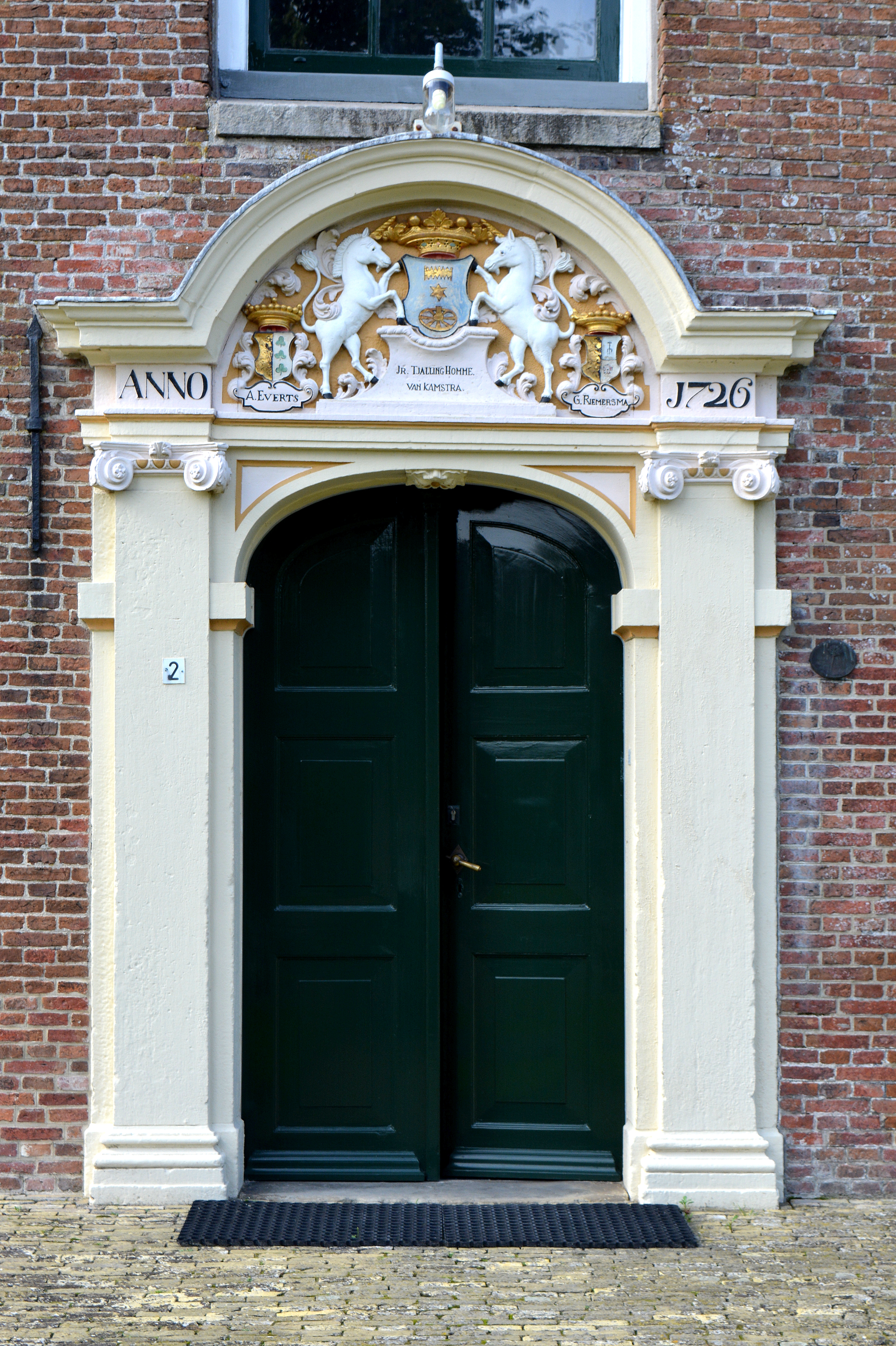
Ingangsportaal
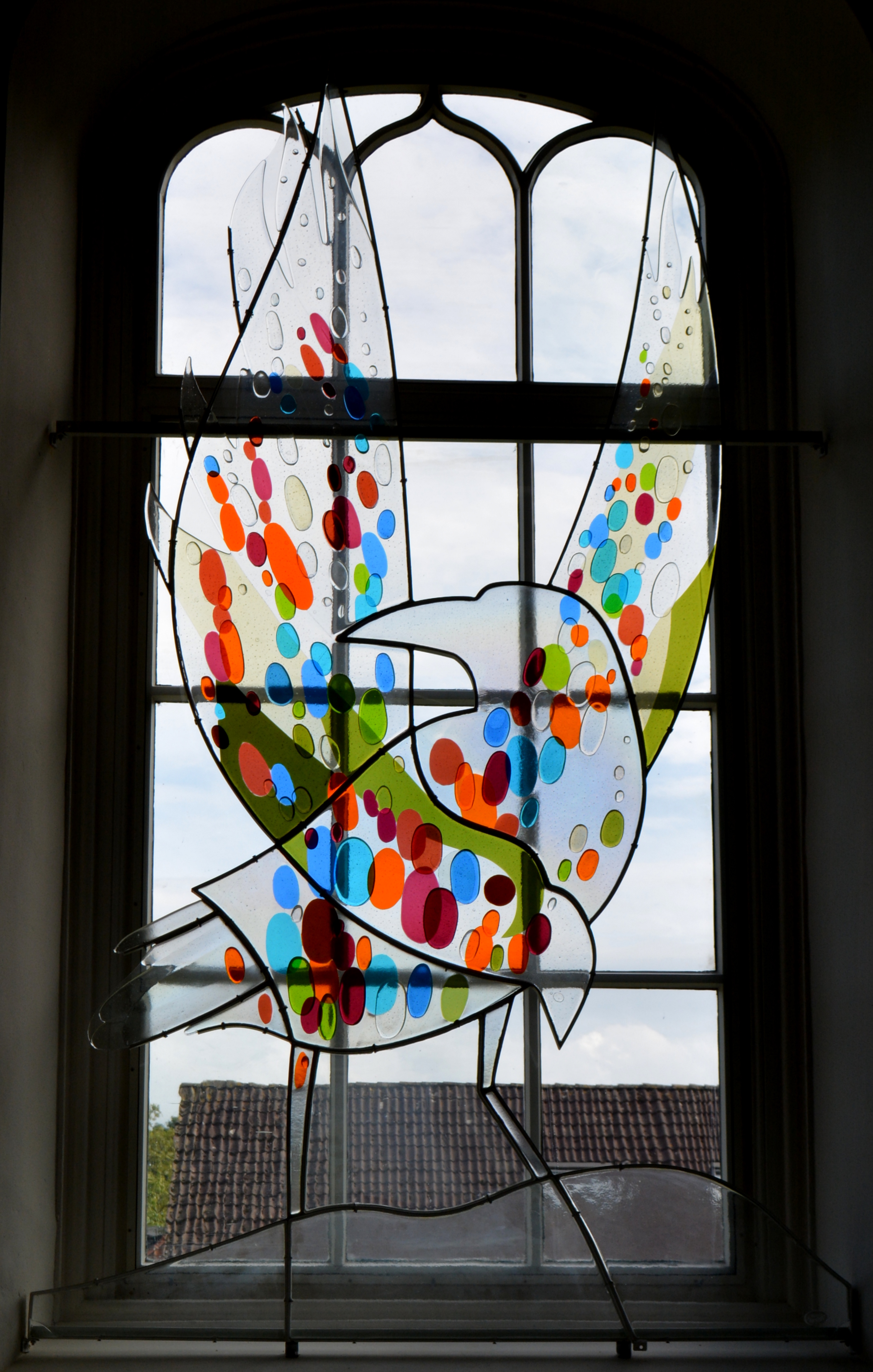
Raam